# Adolphe Anthoard
Jean-Auguste Adolphe Anthoard, né le 3 septembre 1807 à Lus-la-Croix-Haute et mort le 22 février 1895 à Noyarey, est un homme politique français. Il a été député de l'Isère et maire de Grenoble à deux reprises.

## Parcours politique
Propriétaire cultivateur à Noyarey, près de Grenoble, il est élu maire, sur une liste républicaine, une première fois le 17 août 1848, sous les auspices de la Révolution française de 1848, il est déchu le 12 mars 1849.
Le 5 septembre 1870, à la chute de Napoléon III, il est à nouveau nommé à la tête de la ville. À la suite d'un décret préfectoral en novembre 1870, il fait enlever la statue équestre de Napoléon Ier qui se trouvait sur la place de la Constitution (actuelle place de Verdun). Il ne reste pas longtemps maire, les émeutes de la Commune en avril 1871 mettent en place un nouveau maire, Napoléon Dantart puis Jean-Marie Farge, et les élections municipales de 1871 apportent une majorité conservatrice avec Ernest Calvat désigné premier magistrat de la ville par le président Adolphe Thiers.
Par la suite Adolphe Anthoard poursuit une carrière politique au cours de laquelle il est élu conseiller général du canton de Sassenage, puis député le 20 février 1876, dans la 2e circonscription de Grenoble, face à Félix Breton. Siégeant au centre gauche, il est en mai 1877, l'un des 363 opposants au ministère de Broglie. Il est réélu le 14 octobre 1877 face au même adversaire à la suite de la dissolution de l'assemblée nationale et restera député jusqu'en 1881. Il ne se représente pas en 1881.
En hommage, une rue et une école primaire de Grenoble portent son nom. Adolphe Anthoard est inhumé au cimetière Saint-Roch de Grenoble.

## Sources
- « Adolphe Anthoard », dans Adolphe Robert et Gaston Cougny, Dictionnaire des parlementaires français, Edgar Bourloton, 1889-1891 [détail de l’édition]